# Carsten Lichtlein
Carsten Lichtlein (født 4. november 1980 i Würzburg) er en tysk tidligere håndboldspiller, der spillede som målmand for den tyske Bundesligaklub TBV Lemgo. Han kom til klubben i 2005 fra ligerivalerne TV Großwallstadt. Med Lemgo har Lichtlein blandt andet været med til at vinde EHF Cuppen i 2006.

## Landshold
Lichtlein spillede desuden for det tyske landshold, som han debuterede for 27. november 2001 i en kamp mod Østrig. Han har blandt i sin karriere spillet over 100 landskampe, og var blandt andet med til at vinde EM-guld i 2004, EM-Guld i 2016, og VM-guld i 2007 for landet. 

## Eksterne links
- Wikimedia Commons har flere filer relateret til Carsten Lichtlein
- Carsten Lichtlein spillerprofil på TBV Lemgos hjemmeside.